# Средний Ургал
Сре́дний Урга́л — село (в 1942—1996 — посёлок) в Верхнебуреинском районе Хабаровского края. Административный центр Среднеургальского сельского поселения.

## История
Фактически посёлок существует с 1920-х годов. Официальной датой его образования считается 1942 год. 27 сентября 1943 года стал центром Верхнебуреинского района.

## География
Село Средний Ургал стоит на левом берегу реки Ургал (левый приток Буреи), в 8 км к западу от пос. Чегдомын.

## Население
| 1959 | 1970 | 1979 | 1989 | 1992 | 2002 | 2010 |
| ---- | ---- | ---- | ---- | ---- | ---- | ---- |
| 2992 | ↘734 | ↗890 | ↘779 | ↗800 | ↘591 | ↘467 |
| 2011 | 2012 | 2021 |      |      |      |      |
| →467 | ↘451 | ↘287 |      |      |      |      |

## Экономика
ФГУ «Ургальский лесхоз», ОАО «Ургалуголь», Ургальская авиабаза охраны лесов от пожаров, Верхнебуреинское ДРСУ.

## Социальная инфраструктура

### Школа-Интернат
В 1961 году, в результате сильного наводнения, серьёзно пострадало здание интерната народов Севера, находящееся в Чекунде. Поэтому исполком районного Совета принял решение перенести образовательное учреждение в посёлок Средний Ургал.
Сюда приезжали учиться дети из сёл Могда, Ниманчик, Усть-Ниман, Шахтинское. Просуществовал интернат до 1985 года.

### Детский сад
Детский сад появился в рабочем посёлке в 1935-1937 годах, когда население стало прибывать. Располагался он в одном из четырёх бараков, а после постройки здания за школой, перебрался в новое помещение.
В 80-е годы дошкольное образовательное учреждение посещали 100 детей в возрасте от одного года до семи лет.
В 1981 году к детскому саду была сделана пристройка, места стало больше.
В 90-е годы в связи с резким повышением родительской платы за детский сад, несвоевременной выдачи заработной платы, количество детей уменьшилось до 20.

### Больница
В 1938 году больница находилась во втором бараке, в 1948 году её перевели в первый, где до этого был детский сад.
В 1939-1940 году в посёлке была вспышка тифа. Заболели, в основном, приезжие, из местных переболели двое. На время эпидемии закрыли школу, детский сад, клуб и в эти помещения разместили больных. Для обработки одежды больных на берегу реки, недалеко от нынешней школы, был построен домик.
В 40-е годы при больнице держали коров, свиней. Корма заготавливали работники.
Кроме того, для больницы и детского сада сажали картофель на 5-й зоне и в районе бывшей воинской части «Выстрел». На посадку выезжали все сотрудники больницы, кроме хирургов.
Когда Чегдомын сделали райцентром, туда же перенесли больницу. На Среднем Ургале остался медпункт.

### Клуб
Клуб в поселке существовал с 30-х годов. В посёлке была хорошая художественная самодеятельность, ездили по населённым пунктам, участвовали в смотрах. К 1940 году появилась первая немая киноустановка. Зрительный зал не пустовал. Первые фильмы пугали людей, когда с экрана шёл человек или ехала машина. В 1941 году был сдан клуб, стоявший перед нынешним, и в это время появилась звуковая киноустановка. Здание клуба отапливалось дровами, которые молодёжь заготавливала на субботниках, и рухнуло в марте 1982 года. А в 1985 году был сдан в эксплуатацию новый двухэтажный Дом культуры со зрительным залом на 130 мест, библиотекой и необходимыми подсобными помещениями.

### Библиотека
На начало 1946 года в библиотеке насчитывалось 2500 экземпляров книг, этими фондами активно пользовались 400 читателей.
В 1982 году в здании, где находилась библиотека, завалилась крыша. Поэтому под неё приспособили жилую квартиру, где в одной половине жила семья библиотекаря Анны Чуриной и располагалась библиотека, в другой половине находился медпункт.
В 1985 году в новом здании расположились клуб и библиотека.